# UFC Fight Night: Magny vs. Ponzinibbio
UFC Fight Night: Magny vs. Ponzinibbio (también conocido como UFC Fight Night 140) fue un evento de artes marciales mixtas producido por Ultimate Fighting Championship que tuvo lugar el 17 de noviembre de 2018 en el Estadio Mary Terán de Weiss en Buenos Aires, Argentina.

## Historia
El evento marcó la primera visita de la promoción a Argentina.
El evento estelar contó con un combate de peso wélter entre Neil Magny y Santiago Ponzinibbio.
Veronica Macedo esperaba enfrentarse a Maryna Moroz en el evento. Sin embargo, Macedo fue sacada de la pelea debido a una lesión y fue reemplazada por Ariane Lipski. Más adelante, Moroz abandonó el combate por una lesión el 30 de octubre y el combate fue cancelado.
Claudio Puelles fue programado para enfrentar a Devin Powell en el evento. Sin embargo, Puelles dejó el combate a mediados de octubre por una lesión desconocida y fue reemplazado por Jesus Pinedo.
Jared Cannonier esperaba enfrentarse a Alessio Di Chirico en el evento. Sin embargo, el 20 de octubre, se informó que Cannonier enfrentaría a David Branch en UFC 230 en cambio.
Se esperaba que el ganador peso ligero de The Ultimate Fighter: Latin America 2, Enrique Barzola, se enfrentara a Nad Narimani en el evento. Sin embargo, el 26 de octubre, se informó que Barzola fue sacado del combate debido a una lesión de brazo y fue reemplazado por Sergio Giglio. El 8 de noviembre, Giglio quedó fuera debido a una lesión y fue reemplazado por Anderson dos Santos.
Se esperaba que Tom Breese se enfrentara a Cezar Ferreira en el evento. Sin embargo, el 9 de noviembre, se anunció que Breese quedaba fuera del evento por una lesión y fue reemplazado por Ian Heinisch.
En el pesaje, Cynthia Calvillo pesó 118 lbs, 2 libras por encima del límite de la división de peso paja (116 lbs). Fue multada con el 20% de su pago, el cual fue para su rival Poliana Botelho y el combate se llevó a cabo en un peso acordado (118 lbs).

## Bonificaciones
Los siguientes peleadores recibieron $50,000 en bonos:
- Pelea de la Noche: Laureano Staropoli vs. Hector Aldana
- Actuación de la Noche: Santiago Ponzinibbio y Johnny Walker